# Get Medieval
Get Medieval est un jeu vidéo d'action développé et édité par Monolith Productions, sorti en 1998 sur Windows.

## Accueil
- Jeuxvideo.com : 17/20[1]